# Heinrich Teuber
Heinrich Teuber (* 23. Februar 1872 in Peterwitz, Kreis Frankenstein in Schlesien; † 1. September 1927 in Leipzig) war ein deutscher Politiker (SPD, USPD, KPD).

## Leben und Wirken
Heinrich Teubner besuchte die Volksschule. Anschließend verdiente er seinen Lebensunterhalt als Ziegelformer, Erdarbeiter, Bergmann und Berichterstatter. 1906 wurde er Funktionär des freigewerkschaftlichen Verbandes der Bergarbeiter Deutschlands („Alten Verband“). 1910 wurde Teuber Gewerkschaftsführer. Als junger Mann trat er in die Sozialdemokratische Partei Deutschlands (SPD) ein. Während des Ersten Weltkrieges wechselte er 1917 in die Unabhängige Sozialdemokratische Partei Deutschlands (USPD). 1920 wurde er Mitglied der VKPD. Aus dieser wurde er schließlich zusammen mit Malzahn und Brass ausgeschlossen. Daraufhin ging er erst erneut in die USPD um 1922 in die SPD zurückzukehren.
Im Juni 1920 zog Teuber als Kandidat der USPD für den Wahlkreis 20 (Westfalen-Süd) in den Reichstag ein, dem er in der Folge bis zum Mai 1924 als Abgeordneter mit wechselnder Fraktionszugehörigkeit angehörte. Daneben war er vertretungsweise Redakteur der Leipziger Volkszeitung. 1926 bis 1927 war er Mitglied im Provinziallandtag der Provinz Westfalen für den Wahlkreis Bochum-Stadt.
Im Februar 1927 übernahm Teuber zusammen mit Karl Garbe den Vorsitz des SPD-Ortsvereins Groß-Bochum. Außerdem saßen beide im Vorstand des SPD-Unterbezirks Bochum-Gelsenkirchen (zu dem auch Wattenscheid, Witten, Hattingen und Herne gehörten). Im selben Jahr wurde ein Parteiausschlussverfahren gegen Teuber eingeleitet, das womöglich der Grund für seinen Selbstmord in Leipzig war.
Teubers Freund Paul Levi widmete dem Toten die Worte: „Vielleicht wird auch eine Zeit kommen, die nicht nur die Opfer zählt und wertet, die nicht nur ihr Leben gaben für die Sache des Proletariats, sondern es nicht mehr für lebenswert hielten, wo sie nicht mehr sehen, wie ihr fürderhin dienen.“